# Eucomis comosa
Eucomis comosa là một loài thực vật có hoa trong họ Măng tây. Loài này được (Houtt.) Wehrh. mô tả khoa học đầu tiên năm 1929.

## Hình ảnh

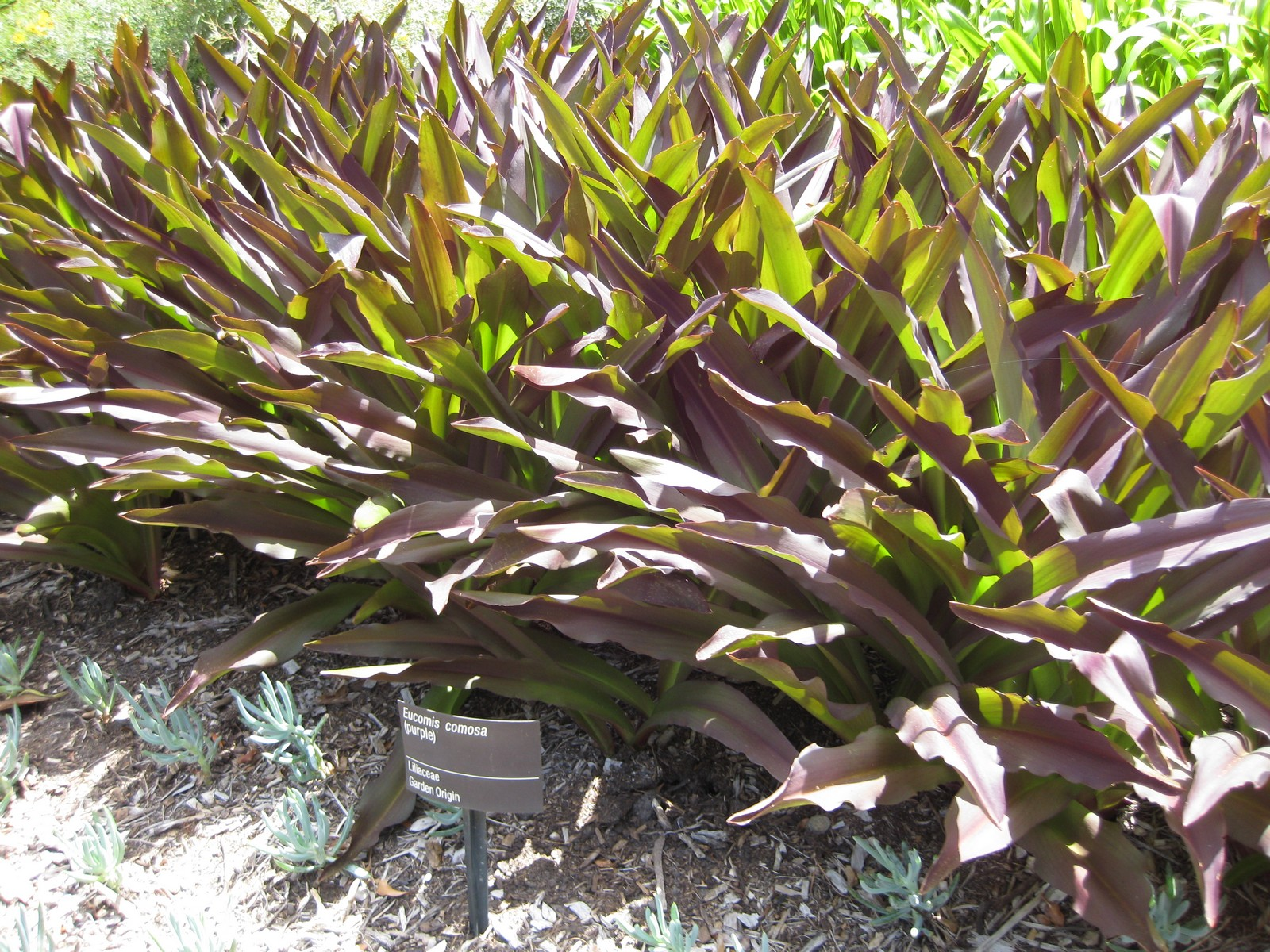
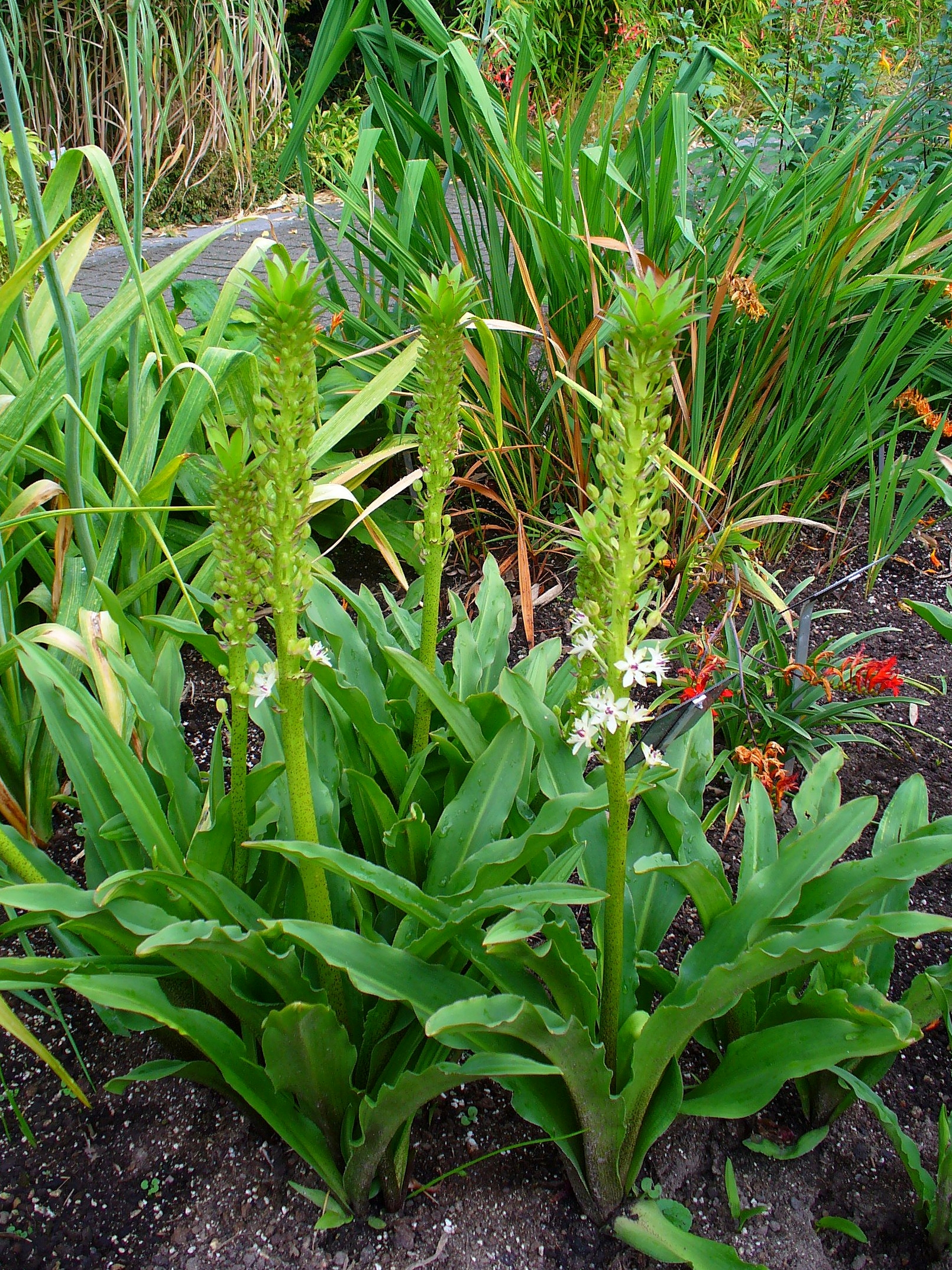
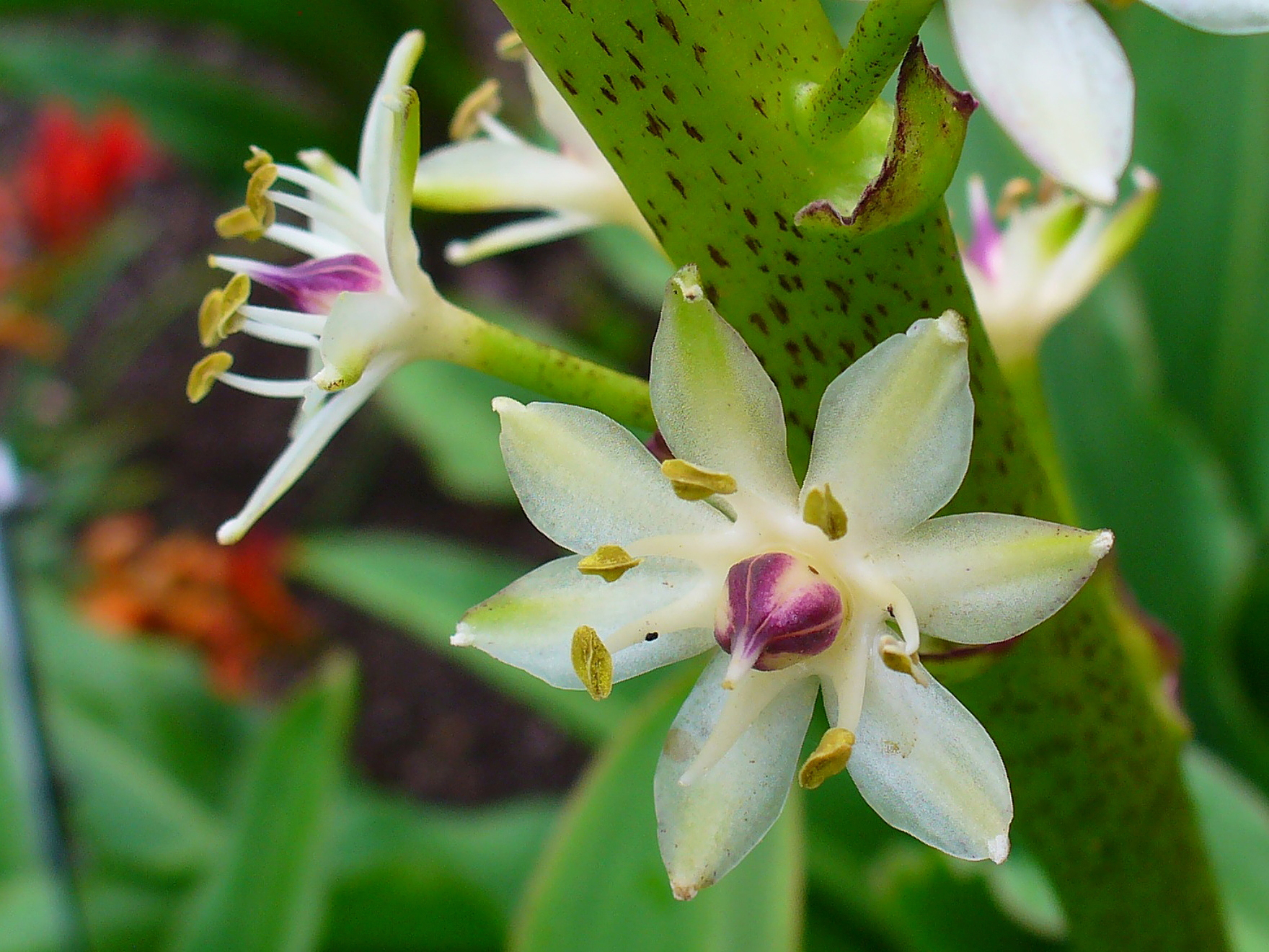
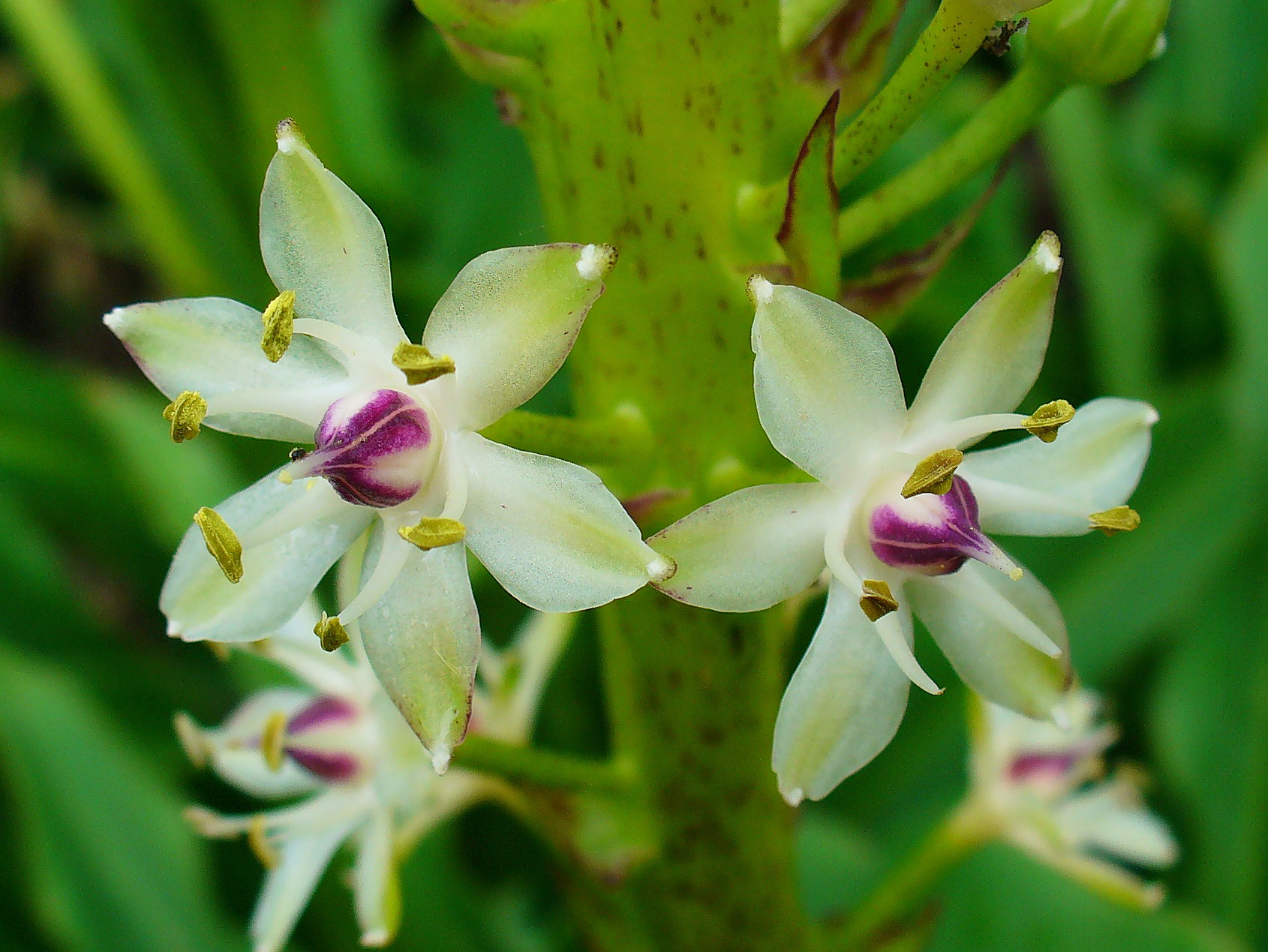